# Calyptomyrmex nummuliticus
Calyptomyrmex nummuliticus är en myrart som beskrevs av Santschi 1914. Calyptomyrmex nummuliticus ingår i släktet Calyptomyrmex och familjen myror. Inga underarter finns listade.